# Григориј Жаткович
Григориј Жаткович (рсн. Ґріґорій Жатковіч; 2. децембар 1886, Голубино, Береговска жупанија, Аустроугарска — 26. март 1967, Питсбург, САД) био је русински политичар, адвокат и новинар. Непосредно по окончању Првог светског рата, одиграо је важну улогу у процесу укључивања дотадашњих угарских Русина у састав новостворене Чехословачке, а потом је служио као гувернер Поткарпатске Русије (1919—1921). Био је доктор правних наука и један од најистакнутијих активиста русинске дијаспоре у САД.

## Биографија
Рођен је у селу Голубное, у тадашњој Береговској жупанији, која је припадала угарском делу Аустроугарске монархије. У тој области и околним жупанијама на североистоку Угарске значајан део становништва чинили су Русини (угарски Русини, односно "Угро-Русини"), који су били изложени снажним притисцима угарских власти у циљу мађаризације, услед чега су многи од њих одлазили у емиграцију. Породица Жаткович је емигрирала у САД када је Григорију било свега пет година. Његов отац Павле Жаткович је издавао журнал за русинску дијаспору, под називом: Америчко-русински весник. Вишу школу је завршио у Питсбургу, а потом је студирао на Универзитету Пенсилванија (1907), где је стекао и звање доктора правних наука (1910).
Током Првог светског рата (1914-1918), Жаткович се укључио у покрет за ослобођење словенских народа од аустроугарске власти. У јулу 1918. године, амерички Русини су позвали на издвајање русинских области из састава тадашње Угарске, а као назив за то подручје промовисан је појам "Угро-Русинија". Такође је као могућност предлагано и уједињење са Словенима из суседних области Галиције и Буковине. У случају ако се пуна независност не би могла остварити, предлагано је стварање русинске аутономне области, под суверенитетом неке од будућих држава.
Остваривању тих циљева погодовала је политика коју је водио тадашњи амерички председник Вудро Вилсон, који је подржавао право народа на самоопредељење. У исто време, велики утицај на обликовање америчке спољне политике имао је Томаш Масарик, вођа покрета за ослобођење и уједињење Чеха и Словака. Као представник Русина из североисточних угарских области, Жаткович је прихватио идеју о укључивању тих области у састав будуће чешко-словачке државе, па је 26. октобра 1918. године потписао "Филаделфијски споразум", постигавши тим поводом договор са чешко-словачким вођом Томашом Масариком, који је русинским областима гарантовао територијалну и административну аутономију.
На референдуму који је спроведен у дијаспори, амерички Русини су већином од 67% подржали Филаделфијски споразум о будућем уједињењу са Чехословачком, а такво решење је подржавала и америчка влада. Међутим, непосредно након распада Аустроугарске, влада новопроглашене Мађарске Народне Републике је већ у децембру 1918. године успела да склопи споразум са русинским првацима из североисточних области дотадашње Угарске, што је довело до стварања аутономне Русинске Крајине под суверенитетом Мађарске. Са таквим решењем нису се слагали русински прваци из дијаспоре, који су на челу са Жатковичем радили на уједињењу са Чехословачком. Прилика за то је створена у пролеће 1919. године, када је подручје Русинске Крајине запоседнуто од стране чехословачких и савезничких трупа. Одлуком од 8. маја 1919. године, русински прваци су подржали уједињење са Чехословачком. Григориј Жаткович је потом постао обласни гувернер Поткарпатске Русије, која је 20. априла 1920. године на тој функцији потврдио и чехословачки председник Томаш Масарик. Међутим, већ 17. априла 1921. године, Жаткович је одступио са гувернерског положаја и вратио се у Питсбург. Разлог је било његово незадовољство због недовољног степена аутономије поменуте области у оквиру тадашње Чехословачке.

## Галерија
- Григориј Жаткович потписује Филаделфијски споразум
- Насловница америчког часописа (наслов: Американац је на челу нове Руске Републике)
- Спомен табла у Сваљави